# Tsoukaleika
Tsoukaleika  este un oraș în Grecia în Prefectura Ahaia.